# Stazione di Hottoyuda
La stazione di Hottoyuda (ほっとゆだ駅?, Hottoyuda-eki) è una stazione ferroviaria della cittadina di Nishiwaga, nella prefettura di Iwate della regione del Tōhoku, servita dai treni locali della linea Kitakami. Dopo i capolinea di Kawakami e Yokote, si tratta della stazione più importante e di riferimento lungo la linea Kitakami, a servizio dell'omonima cittadina termale.

## Linee
East Japan Railway Company
■ Linea Kitakami

## Struttura
La fermata dispone di un fabbricato viaggiatori in legno sviluppato su due piani, con una torretta dotata di orologio in cima a un tetto spiovente. Dal punto di vista ferroviario, possiede un marciapede laterale e uno a isola, con tre binari passanti (di cui solo due impiegati per il servizio viaggiatori). L'accesso alla banchina centrale avviene per mezzo di passaggio a raso sui binari.
Fra i servizi disponibili, oltre a quelli igienici, è presente una biglietteria presenziata, aperta dalle 6:00 alle 17:15, e un piccolo chiosco di vendita. 
Nell'edificio di stazione stessa, si trova un impianto termale, "Hottoyuda", e ciò fa questa stazione una delle poche, in tutto il Giappone, ad ospitare un impianto termale al suo interno.
Schema binari
| 1 | ■ Linea Kitakami | per Yokote   |
| 2 | ■ Linea Kitakami | per Kitakami |

Completano i servizi trasportistici un piccolo bus terminal sul piazzante antistante la stazione, con collegamenti verso le principali località della prefettura di Iwate, fra cui il capoluogo di Morioka.

## Stazioni adiacenti
| «              | Servizio       | »              |
| Linea Kitakami | Linea Kitakami | Linea Kitakami |
| -------------- | -------------- | -------------- |
| Yudakinshūko   | Locale, Rapido | Yudakōgen      |